# شمعون روكح

شمعون روكح في العشرينيات

شمعون روكح (10 يونيو 1863 - 10 فبراير 1922) كان أحد مؤسسي نفي تسدك أول الأحياء في تل أبيب، وهو مراسل لصحيفة ها تسفي وناشط عام. حفيد إسرائيل ب.ك.، الأخ الأصغر لإليعازر روكح ووالد إسرائيل روكح وإسحاق روكح.

## حياته
ولد شمعون روكح ونشأ في القدس لأبوين حسيديين من يشوف القديم. من جهة والده، كان إسحاق روكح من نسل الحاخام إليعازار روكح الذي هاجر إلى إسرائيل من بولندا عام 1740. وكان جد شمعون (من جهة والدته، مريم) هو الحاخام يسرائيل ب.ك. كان عمه نيسان ب.ك.، المسؤول عن المعهد الحسيدي في القدس.
في شبابه درس في يشيفا عتز حاييم. في عام 1884 بعمره 21 عامًا، انتقل إلى يافا، بعد أن طلب منه والده، الذي حصل على امتياز تحصيل "ضريبة النقل" من السلطات العثمانية، إدارة تحصيل الضريبة. على الطريق بين يافا والقدس في خانة شعار حجاي. كان شمعون ناجحًا في الأمور المالية وكان قادرًا أيضًا على تخصيص الوقت للأنشطة العامة نيابة عن الجالية اليهودية في يافا.
في نفس العام، أسس مع زوجته راحيل ني مينكين وشقيقه إليعازر روكح جمعية بناي صهيون. كان هدف الجمعية هو مساعدة المحتاجين من سكان يافا اليهود. كانت بناي صهيون أول جمعية عامة في المجتمع اليهودي في يافا.
أثناء عمله كرئيس للجالية اليهودية في يافا عام 1886، أسس روكح مع شقيقه وديفيد أبيتبول جمعية "عزرات إسرائيل"، التي كان هدفها مساعدة المهاجرين الذين يصلون إلى يافا، وتقليل عدد المغادرين والعودة إلى أوروبا بينهم. ومن أجل توفير حل لمشكلة الاكتظاظ المتزايدة في المدينة. كما حاولت الجمعية توحيد الطائفة اليهودية الأشكنازية في يافا، والتي انقسمت بين الهازيديين والمعارضين. بالإضافة إلى ذلك، أنشأت الجمعية أول مستشفى يهودي في يافا (مستشفى شعار صهيون) وأول مكتبة في المدينة، شعار صهيون (التي أصبحت فيما بعد مكتبة بيت أريئيلا).
كان روكح على دراية جيدة بعملية الخروج إلى خارج الأسوار كالتي جرت في القدس أثناء وجوده هناك، فعرض على سكان يافا عملية مماثلة. تم تسجيل 48 شخصًا في الجمعية، وقاموا معًا في عام 1887 بتأسيس حي نفي تسدك على أرض بيعت لهم بشروط مواتية للغاية من قبل الحاخام أهارون شالوش.
في عام 1903 كان أحد مؤسسي جمعية برديس التعاونية الزراعية وأدارها لمدة عشرين عامًا تقريبًا.
وفي عام 1905، قام مع بيرتس باسكال وعدد من الأشخاص الآخرين بإنشاء بستان "البحرية"، الذي كان أكبر بستان في فلسطين على مساحة حوالي 600 دونم.
خلال فترة ترحيل يهود تل أبيب-يافا من قبل الأتراك، والتي بدأت في أبريل 1917، ترأس شمعون روكح، مع مئير ديزنغوف، ومناحيم إسحاق كاليونر، وبتسلئيل يافي وآخرين، اللجنة المركزية للهجرة في تل أبيب. المبعدون، والتي أخذت على عاتقها معالجة شؤون المبعدين.
وكان لشمعون وزوجته راحيل خمسة أبناء: يوسف وحنة وإسحاق وإسرائيل ومريم. وفي وقت لاحق أصبح ابنه، إسرائيل روكح، عمدة تل أبيب. أصبح ابنه إسحاق روكح فيما بعد مديرًا لجمعية برديس، ومؤسس نقابة البرتقال في يافا وعضوًا في جمعية المزارعين. تزوجت ابنته هانا من الطبيب ليون ماجرو. كان للزوجين ابنة، ليا، التي أصبحت فيما بعد نحاتة ورسامة.
توفي شمعون روكح عام 1922 في فيينا، حيث ذهب للعلاج. ودفن في مقبرة ترومبلدور في تل أبيب.